# Nychiodes osthelderi
Nychiodes osthelderi är en fjärilsart som beskrevs av Eugen Wehrli 1929. Nychiodes osthelderi ingår i släktet Nychiodes och familjen mätare. Inga underarter finns listade i Catalogue of Life.